# Lev Balandin
Lev Nikolayevich Balandin (en ruso: Лев Николаевич Баландин) (Nizhni Nóvgorod, Rusia, 1934 - 1980) fue un nadador especializado en pruebas de estilo libre. Fue subcampeón de Europa en 100 metros libres durante el Campeonato Europeo de Natación de 1954.

## Palmarés internacional
| Campeonato Europeo de Natación | Campeonato Europeo de Natación | Campeonato Europeo de Natación | Campeonato Europeo de Natación |
| Año                            | Lugar                          | Medalla                        | Prueba                         |
| ------------------------------ | ------------------------------ | ------------------------------ | ------------------------------ |
| 1954                           | Turín (Italia)                 | Medalla de plata               | 100 m libre                    |
| 1954                           | Turín (Italia)                 | Medalla de bronce              | 4 × 200 m libres               |